# The Amazing Spider-Man and Captain America in Dr. Doom’s Revenge!
«The Amazing Spider-Man and Captain America in Dr. Doom’s Revenge!» (рус. Удивительный Человек-Паук и Капитан Америка в гневе доктора Дума!) — игра с Человеком-пауком и Капитаном Америка в главной роли, сражающихся с многими злодеями и самим Думом. Игрок поочерёдно управляет Человеком-пауком и Капитаном Америка; управляемые персонажи переключаются после каждого боя.

## Персонажи
В игре была представлена коллекция персонажей Marvel Comics по ходу игры, многие из которых являются относительно второстепенными персонажами в комиксах.

## Критика
«Computer Gaming World» дал игре смешанный отзыв, похвалив графику, но отметив, что игра загружается и играет очень медленно. В обзоре также отмечалось, что игра была чрезвычайно линейной, а элементы управления были невосприимчивы. «Compute!» понравилась графика и звук PC-версии, но рецензент — поклонник Marvel Comics — отметил, что сюжет не так хорошо продуман, как исходный материал. В журнале описана версия Commodore 64 как «прекрасный пример отличной идеи, но вызывала разочарование.»

## Развитие
Marvel Comics также выпустила комикс, который был доступен только в игровом магазине. Это проиллюстрировало сюжет, ведущий к миссии Человека-паука и Капитана Америки, чтобы остановить доктора Дума.